# Czerwony Kapturek
Czerwony Kapturek – baśniowa postać, mała dziewczynka nosząca czerwone nakrycie głowy, wywodząca się z baśni ludowych, a opisana po raz pierwszy przez Charles’a Perraulta w 1697 roku w książce Bajki Babci Gąski. Postać Czerwonego Kapturka pojawiła się w niezliczonej ilości powieści, filmów, opowiadań dla dzieci czy skeczy i jest powszechnie znana w Europie.

## Historia baśni

### Wcześniejsze motywy
Mające setki lat bajki zbliżone do Czerwonego Kapturka odkryto w Chinach i Włoszech. W wersji chińskiej zamiast wilka występował tygrys, a włoskiej – ogrzyca.
Motyw pożarcia, a potem wydostania się z brzucha pojawia się już w Biblii i mitologii. Żydowski prorok Jonasz został połknięty przez wielką rybę, po czym wydostał się z niej bez uszczerbku zdrowia. Mitologia grecka zawiera opowieść o Kronosie, który pożerał własne dzieci. Jego żona Rea ocaliła najmłodszego z potomstwa Zeusa, podając mężowi do połknięcia owinięty w pieluszkę kamień.
Natomiast w dialogu między wilkiem i Czerwonym Kapturkiem można odnaleźć analogię do nordyckiej opowieści z Eddy starszej: olbrzym Thrym ukradł Thorowi jego młot bojowy – Mjølner, za którego zwrot zażądał Frei za żonę. Thor przebrany za pannę młodą udał się do olbrzyma. Podejrzenia olbrzyma wzbudziły mało kobiece oczy u wybranki, jednak Loki rozwiał te wątpliwości mówiąc, że Freja ma takie zmęczone spojrzenie z powodu tęsknoty za oblubieńcem i że przed zbliżającą się ceremonią nie mogła jeść, pić ani spać.
W średniowiecznej łacińskiej opowieści Egberta z Lièges Fecunda ratis z 1023 roku wspomniana jest dziewczynka w czerwonym nakryciu głowy, która została odnaleziona wśród wilków.

### Najstarsze wersje
Jeszcze przed XVII stuleciem istniały w Europie różne przekazywane ustnie wersje historii o Czerwonym Kapturku. Pierwotna wersja znacznie różniła się od rozpowszechnionej obecnie baśni, inspirowanej wersją spisaną przez braci Grimm. W XIV-wiecznej Francji opowieść znana była wśród chłopów, kilka wersji funkcjonowało także we Włoszech (w tym La finta nonna, dosł. fałszywa babcia). Bułgarzy znają ją do dziś pod tytułem Piroska.
Te wczesne odmiany opowieści różnią się niekiedy znacznie od obecnie znanej wersji. Antagonistą nie zawsze jest wilk, lecz czasami wilkołak lub ogr. Wilk w tych wersjach zwykle pozostawia krew i mięso babci Kapturkowi do zjedzenia. Dziewczynka nieświadomie zjada własną babcię, choć tajemnicze głosy próbują ją przed tym przestrzec. Wilk prosi też dziewczynkę, aby zebrała ubrania babci i wrzuciła je do ognia. W niektórych wersjach wilk zjada Kapturka, zwabiwszy ją uprzednio do łóżka babci i na tym opowieść się kończy. W innych Kapturek poznaje wilka i próbuje uciec, mówiąc mu, że musi iść się załatwić i nie chce tego robić w łóżku. Wilk niechętnie pozwala jej odejść, ale wcześniej przywiązuje Kapturka sznurkiem, żeby nie uciekła. Dziewczyna wymyka się jednak wilkowi i ucieka. W tych historiach Kapturek ratuje się sama, bez pomocy nikogo z zewnątrz, korzystając jedynie z własnego sprytu.

### Charles Perrault
Najwcześniejsza znana wersja drukowana ukazała się pod tytułem Le Petit Chaperon Rouge (polskie tłumaczenie Mały Czerwony Kapturek jest dokładnym odwzorowaniem anglojęzycznej wersji tytułu, w wersji francuskiej chodziło o nakrycie głowy zwane chaperonem) w zbiorze baśni Charles’a Perraulta Bajki Babci Gąski z 1697 roku. Ta oświeceniowa wersja ma przede wszystkim cel moralizatorski – kończy się pożarciem babci i wnuczki przez wilka. Autor zaczerpnął historię z francuskich opowieści ludowych. Już tutaj pojawia się znak rozpoznawczy dziewczynki – czerwone nakrycie głowy.
Historia opowiada o chłopskiej dziewczynce, która wyrusza zanieść podpłomyk i garnuszek masła dla babci w drugiej wsi za lasem. W drodze spotyka wilka, który podstępnie wydobywa z niej informacje o domku babci. Wilk chce zjeść zarówno staruszkę, jak i jej wnuczkę, decyduje się jednak dokonać tego dopiero u babci, gdyż w lesie nieopodal pracują drwale, którzy mogliby przeszkodzić mu w tym zamiarze. Wysyła Kapturka dłuższą drogą, aby mieć czas uporać się z babcią. Pożera staruszkę i przebiera się w jej ubranie, a gdy Kapturek zjawia się w domku, udaje babcię i zaprasza dziewczynkę, aby położyła się przy nim w łóżku. Gdy Kapturek wykonuje polecenie wilka, zaczyna podejrzewać podstęp, gdyż postura wilka jest bardzo różna od jej babci. Wilk jednak pożera także i dziewczynkę. Bajka kończy się rymowanym morałem:

Morał stąd płynie - proszę słuchać, 

urocze, wdzięczne me dziewuszki

-że obcych ludzi pogaduszki

należy puszczać mimo ucha. 

(…) Radzę wam zapamiętać, 

że jest podstępny wilk niektóry: 

ukrywa wilcze swe pazury, 

by słodkim słówkiem zwieść dziewczęta. 
 
Ani go poznać! Mina święta tkliwie, 

łagodnie patrzy w oczy, 

za panną uliczkami kroczy

przymilny, słodki jak cukierek. 

Lecz wierzcie: to wilczysko szczere!

W wersji tej baśń została dostosowana do kultury XVII-wiecznego salonu francuskiego i przybrała kształt typowej dla epoki oświecenia dydaktycznej opowieści. Jej przesłanie jest jednoznaczne. Adresatem tej historii miały być młode dziewczęta, narażone na podstępy uwodzicieli.

### Bracia Grimm
W XIX wieku bracia Grimm spisali dwie wersje baśni: pierwszą opowiedzianą im przez Jeanette Hassenpflug (1791-1860), drugą przez Marie Hassenpflug (1788-1856). Bracia połączyli obie historie w jedną opowieść zatytułowaną Rotkäppchen (dosł. Czerwona Czapeczka). Została ona włączona do pierwszej edycji zebranych przez nich baśni z lat 1812–1815. Ostateczny kształt baśń przybrała dopiero w wydaniu z 1857 roku.
Pierwsza część opowieści jest podobna do wariantu Perraulta; bardzo możliwe, że był on źródłem niemieckiej odmiany opowieści. W zakończeniu jednak Czerwony Kapturek i babcia zostają uratowane przez myśliwego, który znalazłszy w domku babci śpiącego wilka, rozciął mu brzuch i uwolnił ofiary. Następnie napełnił brzuch wilka kamieniami i zszył go na powrót. Wilk, który po przebudzeniu próbował uciekać, padł martwy pod ciężarem brzemienia. Myśliwy oprawił skórę wilka, a życie babci i wnuczki powróciło do normalności. To zakończenie jest takie samo, jak w innej bajce ze zbioru braci Grimm, zatytułowanej O wilku i siedmiu koźlątkach, która zapewne była źródłem dla Czerwonego Kapturka w tej wersji.
Druga część opisuje późniejszą przygodę Czerwonego Kapturka. Dziewczynka jest już bardziej doświadczona. Gdy spotyka na drodze innego wilka, nie ulega jego namowom, lecz idzie prosto do babci. Obie zamykają się w domku i nie wpuszczają wilka, ten zaś przyczaja się na dachu chatki. Kapturek za radą babci wylewa wywar z ugotowanej kiełbasy do koryta przed domem, a skuszony zapachem wilk ześlizguje się z dachu i tonie w korycie.

### Późniejsze wersje
Baśń o Czerwonym Kapturku posiada bardzo wiele wersji. Jej popularność wzrosła szczególnie w XX wieku, doprowadzając do powstania licznych odmian, parafraz i trawestacji oryginalnej opowieści.
James N. Barker w 1827 roku stworzył wierszowany komentarz do baśni. Bohaterka utworu, babcia, opowiadając swoim wnuczkom bajkę o wilku i Czerwonym Kapturku, przestrzega je przed miłością (którą jej zdaniem uosabia wilk). Dziewczynki chętnie słuchają nauk, obiecują nie zadawać się z obcymi, ale pytają, dlaczego wilk w bajce jako pierwszą pożarł biedną babcię. Czy babcie też ulegają miłości? Na to pytanie dzieci nie otrzymują odpowiedzi. Tekst ten został przedrukowany w 1858 w Cyclopedii Williama Burtona i opatrzony drzeworytem, przedstawiającym wilka-amanta na klęczkach przed Czerwonym Kapturkiem.
Andrew Lang, szkocki antropolog i zbieracz baśni, w zbiorze Red Fairy Book z 1890 roku zawarł wariant zatytułowany The True Story of Little Golden Hood (French Tale) (dosł. Prawdziwa historia Złotego Kapturka. Baśń francuska), który podaje za Karolem Marellesem. Według tej wersji powszechnie znana opowieść o Czerwonym Kapturku zawierała błędy. Nakrycie głowy głównej bohaterki miało kolor złoty i było zaczarowane. Gdy dziewczynka przyszła do babci, tej nie było w domu, bo poszła do miasta handlować ziołami, był tam już natomiast wilk, który w przebraniu babci czekał na ofiarę. Gdy jednak próbował połknąć dziewczynkę, jej zaczarowany kapturek poparzył mu paszczę. Wtedy do domku weszła babcia, która złapała zdezorientowanego wilka w worek. Babcia zapowiedziała wilkowi, że rzuci go psom na pożarcie.
W swojej rymowanej wersji Jan Brzechwa zrezygnował z drastycznych scen. Pod groźbą myśliwego babcia i Kapturek zostają wyplute przez wilka. Myśliwy nie zabija bestii, ale zabiera wilka do Warszawy i tam umieszcza go w zoo. W oparciu o wiersz powstała bajka muzyczna z kompozycjami Mieczysława Janicza.
Z bajką mierzyli się także inni polscy pisarze, m.in. Artur Oppman i Joanna Olech.

## Interpretacje
Oprócz jawnej przestrogi przed rozmowami z nieznajomymi, w baśni odnajdywano wiele innych sensów, często odnoszących się do seksualności.

### Interpretacje antropologiczne

#### Przestroga
Badacze tematu wyodrębniają grupę bajek, które miały na celu ostrzeżenie młodych słuchaczy przed czającymi się na nich w świecie zagrożeniami i zaliczają do niej także Czerwonego Kapturka. Historia spisana przez Perraulta oraz jedna z wersji zebranych przez braci Grimm nie posiadały szczęśliwego zakończenia. W takiej formie baśń była rozpowszechniona we francuskim folklorze. Miała przestrzegać dzieci przed dzikimi zwierzętami, uczyć, że nie należy zagłębiać się samodzielnie w las. Element grozy, często przejaskrawiony, miał wywrzeć jak najsilniejsze wrażenie na młodych słuchaczach i utrwalić przestrogę. U podstawy wzbudzanych lęków mogły kryć się jeszcze dawne wierzenia z czasów prymitywnego bytowania człowieka. Francuska wersja kończy się przestrogą przed przystojnymi i czarującymi wilkami. Jest to ostrzeżenie przed zbyt szybką inicjacją seksualną, o czym świadczy również XVII-wieczny francuski idiom „zobaczyć wilka”, oznaczający właśnie „stracić dziewictwo”.

#### Cykle przyrody
Folkloryści i antropologowie kultury (np. P. Saintyves, Edward Burnett Tylor) widzą w baśni opowieść o słońcu i cyklach natury. Czerwony Kapturek może symbolizować jasne słońce, które zostaje pochłonięte przez ciemną noc (wilka), a wydobycie Kapturka z brzucha bestii to ponowny świt. Można też odczytywać baśń o Czerwonym Kapturku jako opowieść o zmieniających się porach roku i ustępowaniu nocy latem, a dnia zimą.
Potwierdzenia takiej interpretacji można szukać w mitologii nordyckiej, gdzie potężny wilk Sköll (niekiedy też Fenrir) ściga solarną boginię Sol i pochłonie ją w dzień, gdy nastanie zmierzch bogów – Ragnarök.

### Interpretacja psychoanalityczna

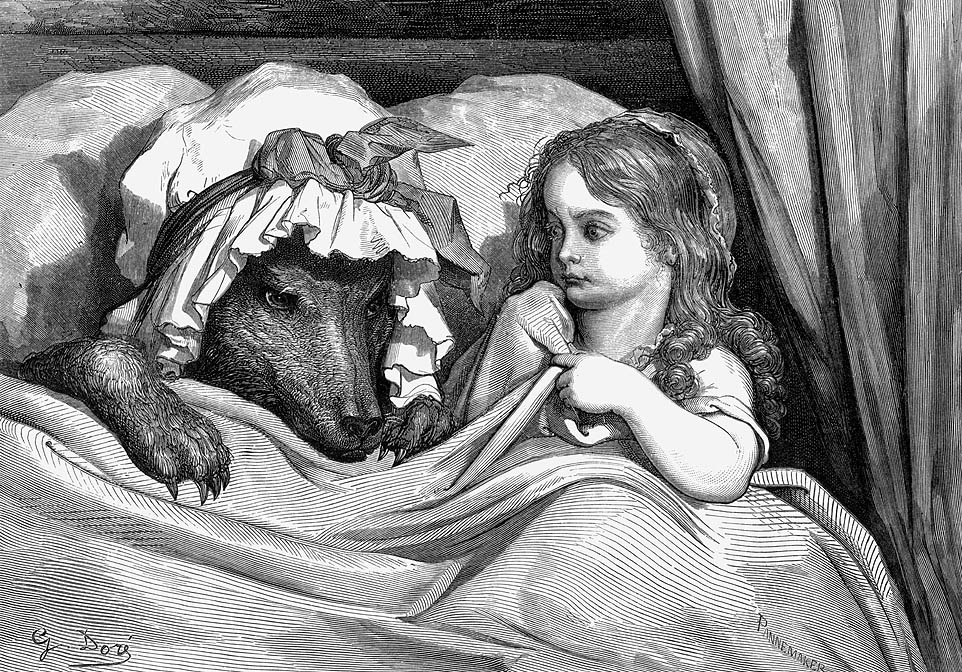
Ilustracja Gustave’a Doré do Czerwonego Kapturka. Według Bettelheima na twarzy dziewczynki widać ambiwalencję uczuć: strach przemieszany z fascynacją.

Bruno Bettelheim jeden rozdział swojej książki pt. Cudowne i pożyteczne: o znaczeniach i wartości baśni poświęca analizie Czerwonego Kapturka w duchu psychoanalizy. Za podstawę badań bierze wersję braci Grimm i przedstawia ją jako opowieść o dojrzewaniu i przedwczesnym przebudzeniu seksualnym. Czerwony Kapturek to dziewczynka w okresie dojrzewania. Kobieta (matka) w tej fazie rozwoju dziecka nie pełni już tak ważnej roli, więc żeńskie bohaterki baśni są tu słabe. Bohaterowie męscy prezentują natomiast dwie strony natury mężczyzny (ojca): destrukcyjne i gwałtowne id (wilk) oraz opiekuńcze skłonności ego oraz superego (myśliwy). Dziewczynka na tym etapie rozwoju nie boi się wychodzić z domu, świat zewnętrzny pasjonuje ją tak bardzo, że mama musi przestrzegać, aby nie zbaczała z drogi. Babcia (symbolizuje słabą stronę matki) obdarza ją czerwoną czapeczką, w której dziewczynka bardzo się sobie podoba. Czapeczka w kolorze czerwieni jest oznaką budzącej się seksualności, jest to dar, który dziewczynka otrzymała zbyt wcześnie.
Wilk spotkany na drodze stawia ją w sytuacji wyboru między przyjemnością a powinnością, zachęcając ją do zachwycania się otaczającym ją światem. Dziewczynka łatwo ulega podszeptom. Wilk to reprezentacja aspołecznych tendencji drzemiących w każdym człowieku, ale także obraz ojca, który pociąga dziewczynkę (kompleks Edypa). Pod wpływem zbyt wczesnego rozbudzenia seksualnego (czerwona czapeczka), zagubiona i przerażona sama sobą Kapturek cofa się do okresu edypalnego. Wilk (męski erotyzm i ukryte w dziecku pożądania) niepokoi ją, chce się więc go jak najszybciej pozbyć, dlatego tak chętnie odsyła go do babci. Poza tym dziewczynka widzi w innych kobietach rywalki, dlatego wskazując drogę do babci, podświadomie spodziewa się unicestwienia rywalki. Gdy obie zostają pożarte przez wilka, pojawia się myśliwy, który potrafi pohamować pierwszy odruch gniewu i zamiast od razu zabić wilka, co mogłoby uśmiercić również jego ofiary, rozcina brzuch bestii (świadczy to o kontroli ego nad id). Uwolnienie Czerwonego Kapturka i babci przypomina poród, gdyż bohaterka przyjęła naukę płynącą z przygody i jest już inną, dojrzalszą osobą, lepiej rozumie swoje doświadczenia emocjonalne. Rozpoczyna teraz nowe życie już nie jako dziecko, ale jako młoda dziewczyna.
Druga część baśni pokazuje Czerwonego Kapturka, która potrafi współdziałać z rodzicielką i babcią zamiast rywalizować z nimi. Zjednoczonymi siłami pokonują czające się poza domem niebezpieczeństwo w postaci kolejnego wilka. W dziewczynce dokonała się przemiana: udało się jej osiągnąć kolejny poziom rozwojowy.

## Odniesienia w kulturze
Ogólne
- Dzień Czerwonego Kapturka obchodzony jest 19 lipca[21].
- Istnieje odmiana tulipana o nazwie Red Riding Hood (ang. Czerwony Kapturek).

Adaptacje filmowe
- Czerwony Kapturek – radziecki film animowany z 1937 roku.
- Baśnie braci Grimm: Seria I (Czerwony Kapturek - odcinek 5) – japoński serial animowany z 1987 roku.
- Kapitan Czytalski (Kapitan Czytalski przedstawia spotkanie z Czerwonym Kapturkiem - odcinek 3) – amerykański serial animowany (1985–1992).
- Czerwony Kapturek – amerykańsko-japoński film animowany z 1995 roku.
- Skarbczyk najpiękniejszych bajek (Czerwony Kapturek - odcinek 17) – japoński serial animowany z 1995 roku.
- Baśnie Braci Grimm: Simsala Grimm: Seria II (Czerwony Kapturek - odcinek 15) – niemiecki serial animowany z 1999 roku.
- Czerwony Kapturek – prawdziwa historia – komedia animowana z 2005 roku.

## Galeria

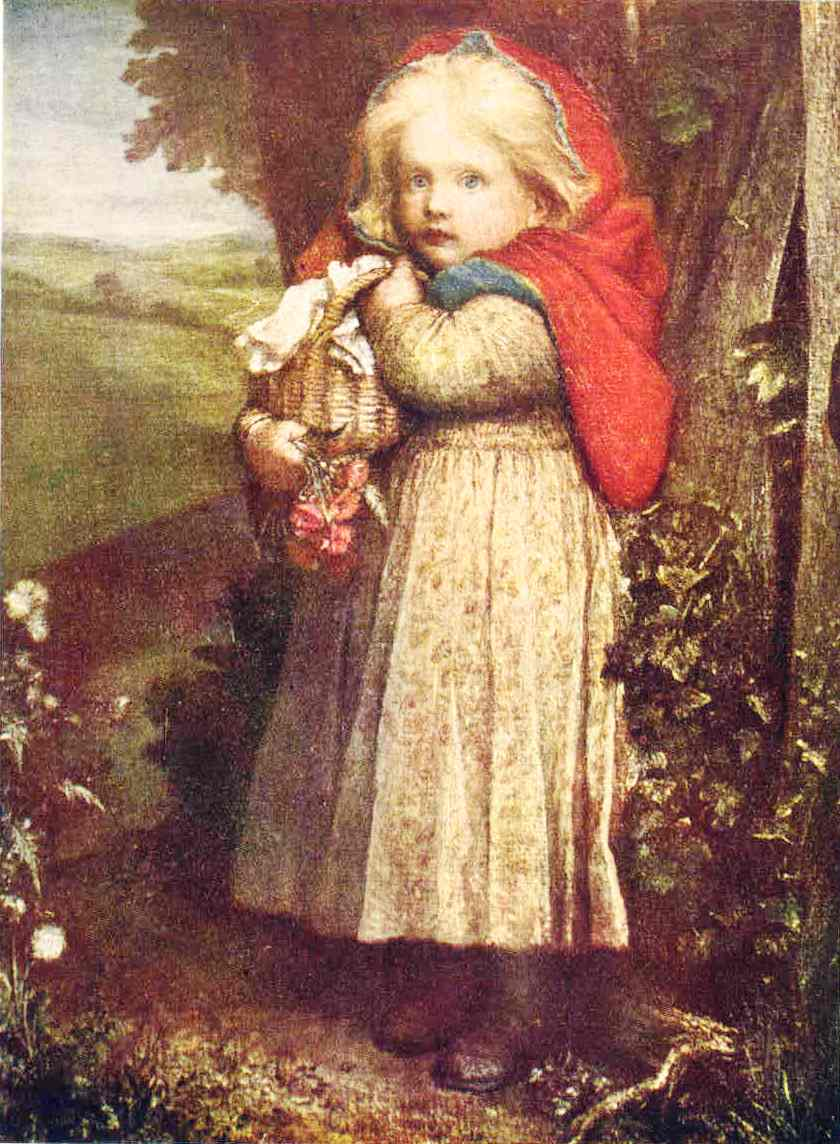
Czerwony kapturek na ilustracji autorstwa George’a Fredericka Wattsa
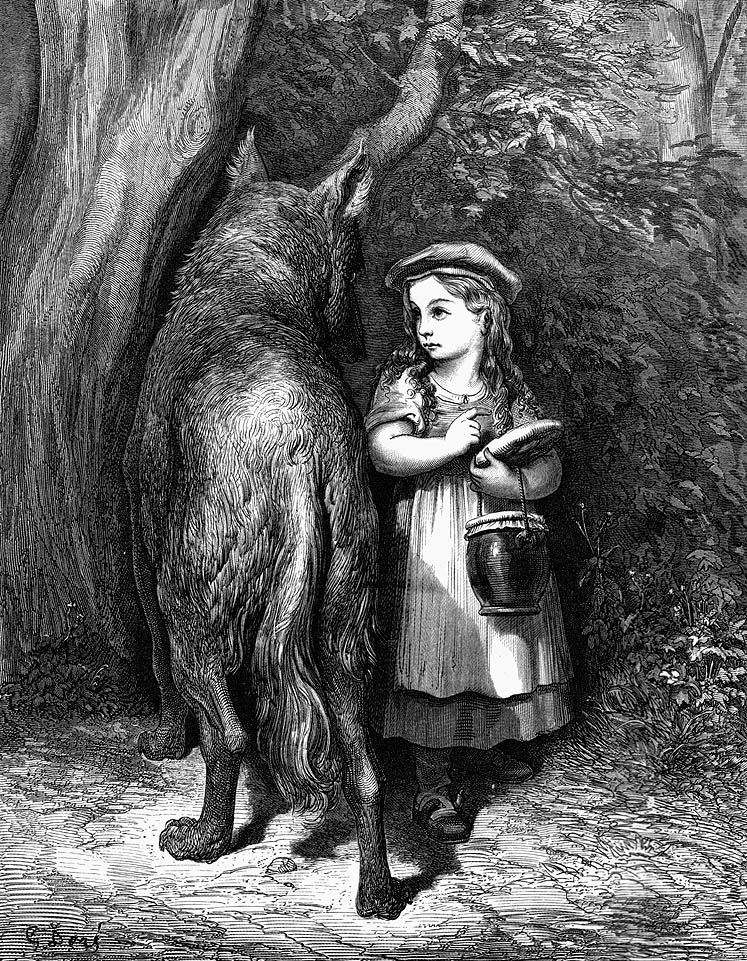
Czerwony Kapturek i wilk na ilustracji autorstwa Gustave’a Doré
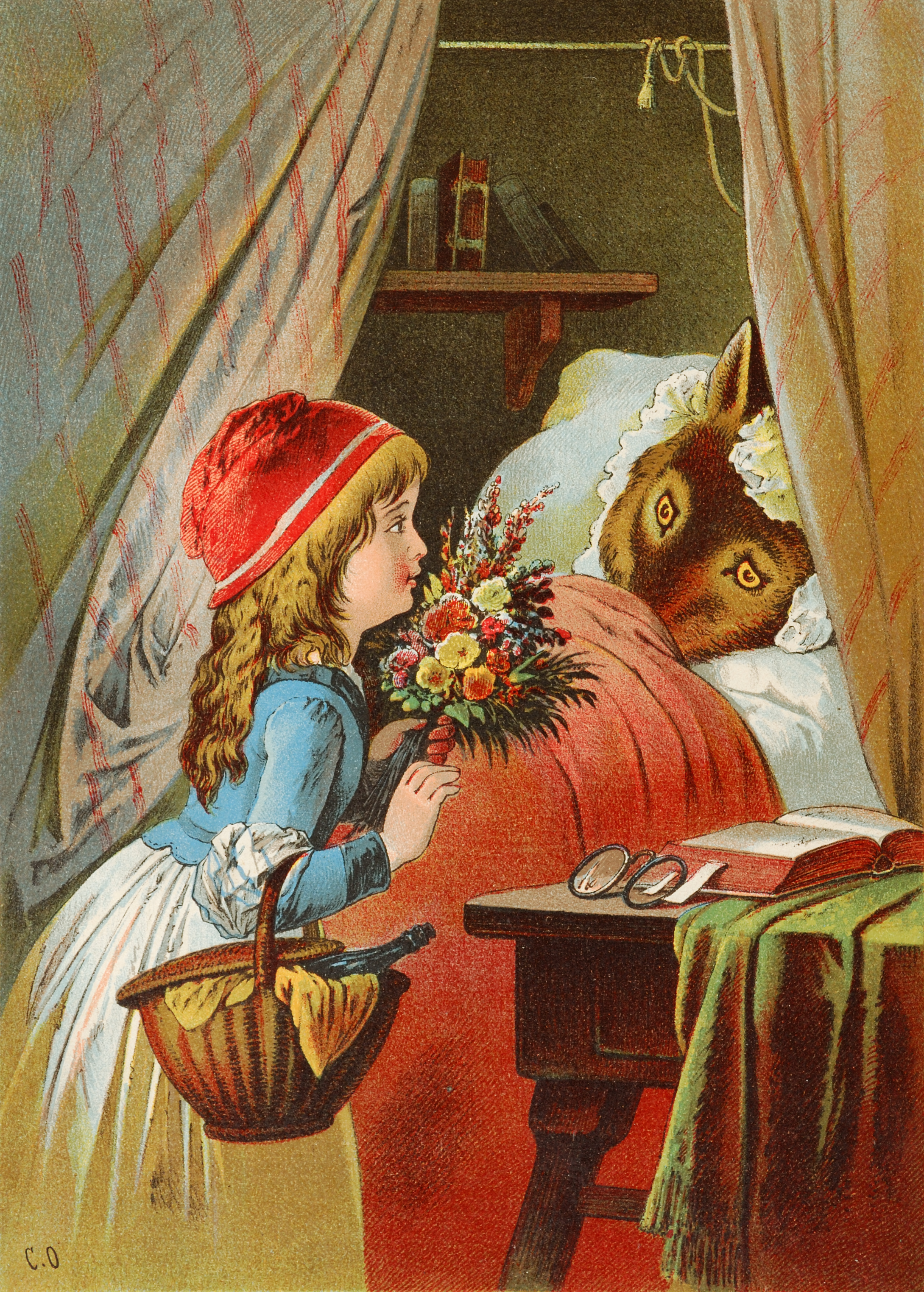
Czerwony Kapturek i wilk przebrany za babcię autorstwa Carla Offterdingera
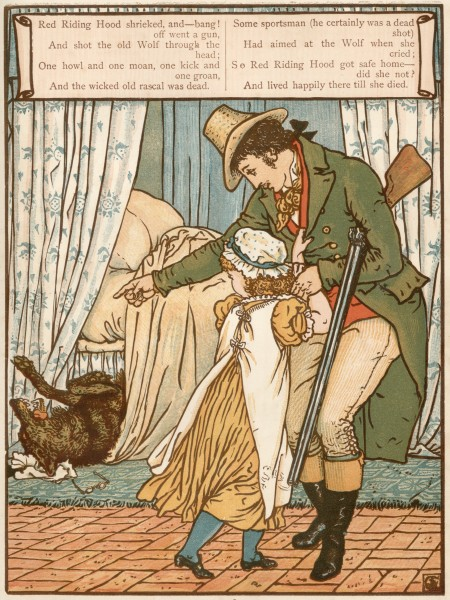
Czerwony Kapturek i myśliwy na ilustracji Waltera Crane’a
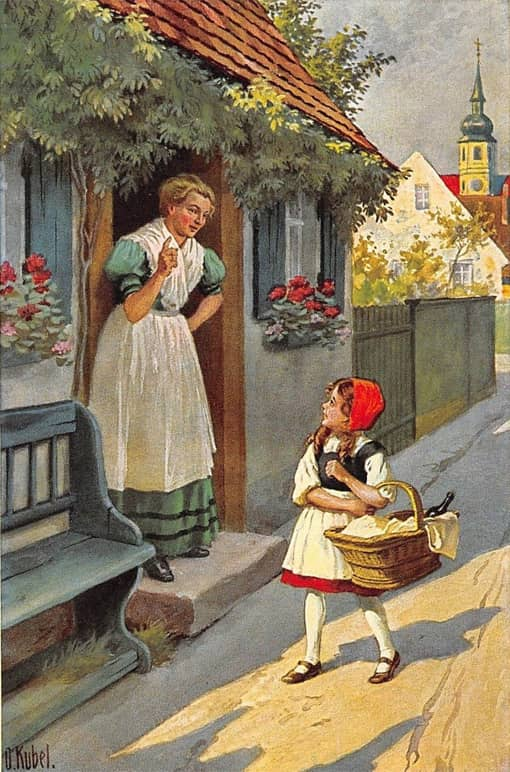
Ilustracja autorstwa Otto Kubela, stworzona około 1930 roku.